# Férolles
Férolles ist eine französische Gemeinde mit 1.134 Einwohnern (Stand: 1. Januar 2022) im Département Loiret in der Region Centre-Val de Loire. Sie gehört zum Arrondissement Orléans und zum Kanton Saint-Jean-le-Blanc. Die Einwohner werden Férolliots genannt.

## Geographie
Die Gemeinde Férolles liegt in der Seenlandschaft Sologne, etwa 17 Kilometer ostsüdöstlich von Orléans im Loiretal. Umgeben wird Férolles von den Nachbargemeinden Darvoy im Nordwesten und Norden, Jargeau im Norden, Ouvrouer-les-Champs im Osten, Vienne-en-Val im Süden sowie Sandillon im Westen.

## Bevölkerungsentwicklung
| Jahr                       | 1962 | 1968 | 1975 | 1982 | 1990 | 1999 | 2006 | 2013 | 2022 |
| Einwohner                  | 608  | 602  | 725  | 954  | 1063 | 1079 | 1123 | 1216 | 1134 |
| Quellen: Cassini und INSEE |      |      |      |      |      |      |      |      |      |

## Sehenswürdigkeiten
- Kirche Saint-Pierre aus dem Jahre 1861
- Schloss Le Queuvre aus dem 15./16. Jahrhundert, seit 1931 Monument historique
- Schloss Le Gué-Gaillard aus dem 18./19. Jahrhundert
- Wasserturm

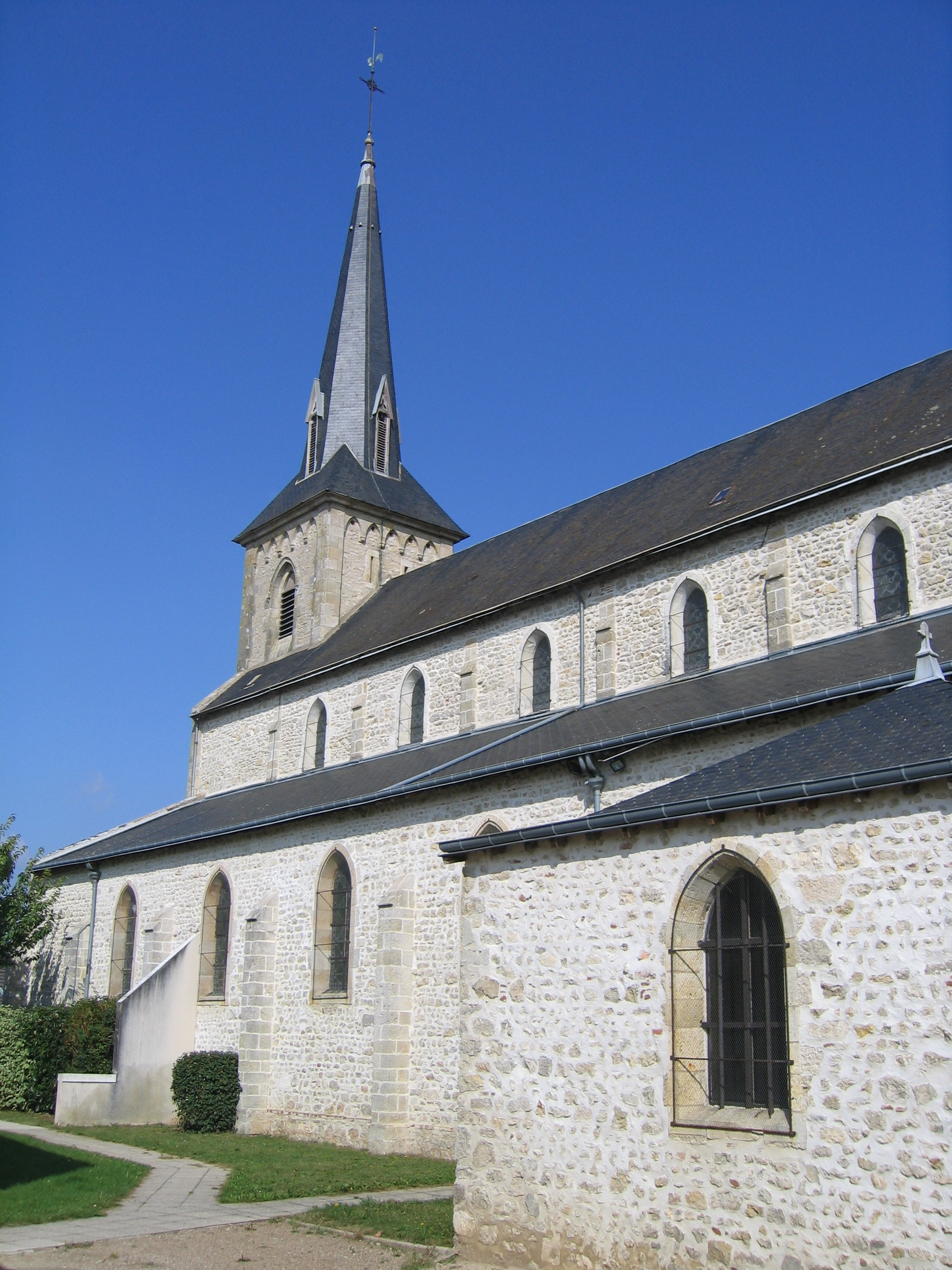
Kirche Saint-Pierre
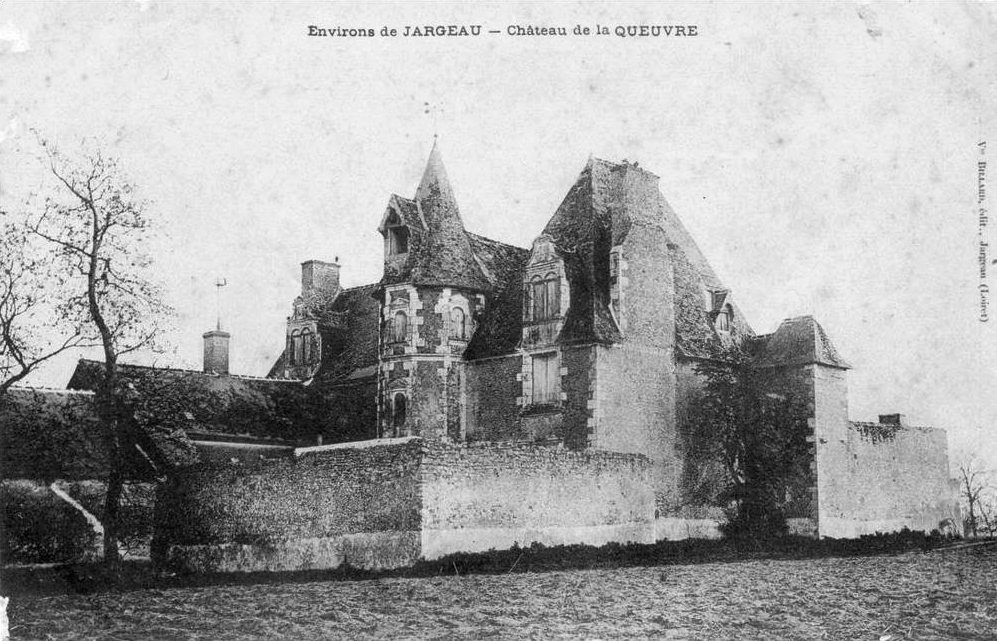
Schloss Le Queuvre (1931)